# پیمان کنکورد

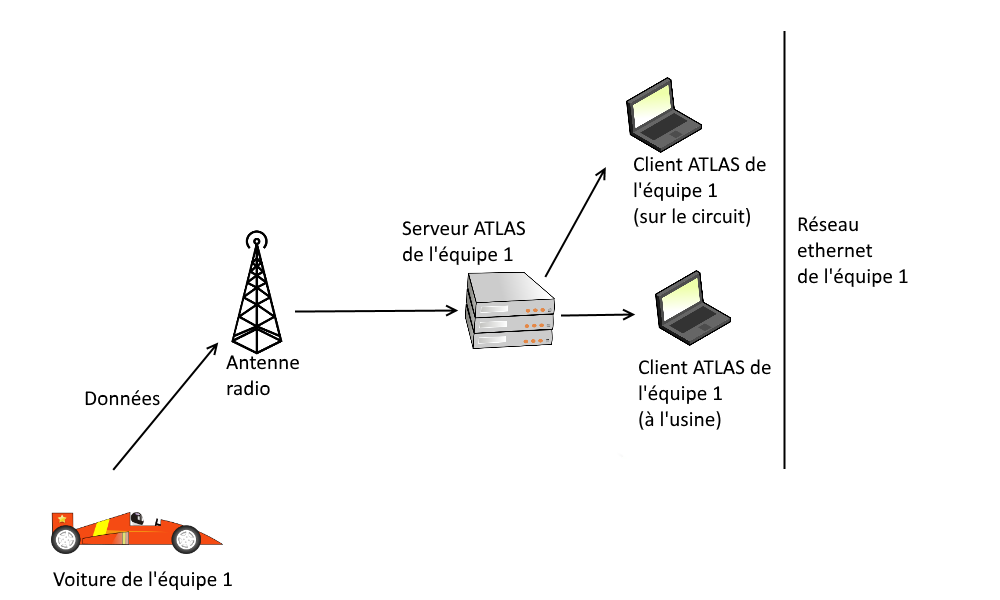
نمایی از یک نوع پیمان کنکورد در فرمول یک

پیمان کنکورد (انگلیسی: Concorde Agreement) یک قرارداد میان فدراسیون بین‌المللی اتومبیل‌رانی، تیم‌های فرمول یک و گروه فرمول یک است که شرایط رقابت تیم‌ها در مسابقات و نحوه تقسیم درآمد تلویزیون و پول جایزه را تعیین می‌کند. در واقع هشت پیمان کنکورد جداگانه وجود داشته که مفاد آن‌ها کاملاً مخفی نگه داشته شده‌است؛ پیمان اول در سال ۱۹۸۱ و دیگر پیمان‌ها در سال‌های ۱۹۸۷، ۱۹۹۲، ۱۹۹۷، ۱۹۹۸، ۲۰۰۹، ۲۰۱۳ و آخرین آن در سال ۲۰۲۱ منعقد شده‌است.
تأثیر پیمان‌ها تشویق حرفه‌ای بودن و افزایش موفقیت تجاری فرمول یک است. مهمترین عامل دستیابی به این مهم، الزام تیم‌ها به شرکت در همه مسابقه‌ها بود که این کار اطمینان بیشتر شرکت‌های پخش‌کننده را که برای کسب حقوق پخش تلویزیونی سرمایه‌گذاری زیادی کرده بودند، به همراه داشت. تیم‌ها در برابر درصدی از درآمد به دست آمده را دریافت می‌کنند.